# Хуан де Айолас
Хуан де Айолас (на испански: Juan de Ayolas) е испански конкистадор, изследовател на Южна Америка, губернатор на Ла Плата.

## Биография
Роден е около 1493 – 1510 година в Бривиеска, Испания.
През 1535 в Ла Плата влиза испанска флотилия с голям военен отряд под командването на Педро де Мендоса. Оказва се, че фортовете, построени от Себастиан Кабот по бреговете на Ла Плата и по долното течение на Парана са разрушени, а техните малки гарнизони са избити от индианците. Тогава Мендоса основава на западния бряг на Ла Плата, на юг от делтата на Парана, град Буенос Айрес (неговото пълно испанско название е Сюдат де ла Сантисима Тринидад и Пуерто де Буенос Айрес, т.е. „Град на Пресветата Троица и пристанище на Благоприятните Ветрове“). След това флотилията продължава нагоре по Парана, но на 32° ю.ш. Мендоса заболява тежко и с един от корабите се завръща в Испания. За командир на флотилията е назначен неговият заместник Хуан де Айолас.
Айолас, помощник на когото е Доминго де Ирала, повежда отряда нагоре по реката. През 1536 открива средното и горно течение на река Парагвай (дължина около 2200 км) до 21º ю.ш. и в устието на десния ѝ приток река Пилкомайо (дължина 1200 км), на 25º ю.ш., на 15 август 1537 основава град Асунсион. Преди това на 2 февруари 1537 в южната част на откритата от него огромна заблатена низина Пантанал, на река Парагвай, основава днешния град Корумба. Пръв прониква в северната част на областта Гран Чако (Чако Бореал) до Източните Кордилери.